# Marvin Gaye

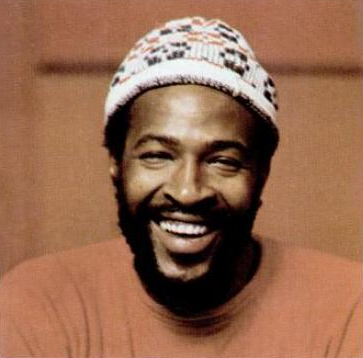
Marvin Gaye (1973)

Marvin Gaye (* 2. April 1939 als Marvin Pentz Gay, Jr. in Washington, D.C.; † 1. April 1984 in Los Angeles, Kalifornien) war ein US-amerikanischer Soul- und R&B-Sänger der 1960er, 1970er und frühen 1980er Jahre.

## Biografie
Marvin Gaye wurde als Marvin Pentz Gay, Jr. in Washington geboren. Sein Vater war Prediger der Pfingstgemeinde „Church of God, House of Prayer“, einer konservativen Sektion der Church of God. Marvin Gaye hatte einen älteren Halbbruder, Michael Cooper, eine ältere und eine jüngere Schwester und einen jüngeren Bruder, Frankie Gaye, der später ebenfalls Musiker wurde. Das „e“ fügten Marvin und sein Bruder nachträglich ihrem Nachnamen hinzu – einerseits um Sam Cooke zu imitieren, der dasselbe getan hatte, andererseits um sich von ihrem Vater abzugrenzen und auch um Doppeldeutigkeiten im Zusammenhang mit ihrem Namen („gay“ bedeutet im Englischen u. a. „schwul“) zu vermeiden. Marvin Gaye sang im Schulchor und lernte später Klavier und Schlagzeug spielen. Als Schlagzeuger arbeitete Gaye später u. a. mit Smokey Robinson und The Miracles zusammen.
Nach dem Schulabschluss trat Gaye in die United States Air Force ein. Nach seiner Entlassung spielte er in verschiedenen Doo-Wop-Gruppen, u. a. bei The Rainbows. Mit Bo Diddley veröffentlichten The Rainbows die Single Wyatt Earp (1958, Okeh). Sie wurden anschließend von Harvey Fuqua engagiert und benannten sich in The Moonglows um. Mama Loocie (1959, Chess Records) war Gayes erste Single mit The Moonglows.

### Die Jahre bei Motown
Nach einem Konzert in Detroit, Michigan, wurde Gaye von Berry Gordy Jr. von Motown Records für eine Solokarriere unter Vertrag genommen. Marvin Gaye heiratete 1961 dessen Schwester Anna Gordy (1922–2014). Er veröffentlichte bis 1962 drei Singles, die allesamt nicht erfolgreich waren. Erst sein vierter Versuch, Stubborn Kind of Fellow, und die 1963 veröffentlichten Singles Hitch Hike und Can I Get a Witness waren kleine Hits.
Pride and Joy (1963) wurde ein „Smashhit“, aber Gaye war zunehmend unzufrieden mit der Rolle des romantischen Schnulzensängers, in die er sich bei Motown Records gezwungen sah. Together (1964) war Gayes erstes Album, das es in die Charts schaffte. Bis 1977 brachte er 39 Top-40-Songs für Motown heraus, viele davon Duette mit Mary Wells, Kim Weston und Tammi Terrell.
Zusammen mit Terrell, mit der er seit 1967 zusammenarbeitete, hatte er viele große Hits, wie Ain’t No Mountain High Enough (1967), Your Precious Love (1967), Ain’t Nothing Like the Real Thing (1968) und You’re All I Need to Get By (1968). Dazwischen hatte Gaye seinen bis dato größten Hit I Heard It Through the Grapevine. Die Zusammenarbeit mit Terrell war nur von kurzer Dauer. Nachdem sie bereits seit 1965 oder 1966 unter immer wiederkehrenden Kopfschmerzen litt, die im Laufe der Zeit zunahmen, kollabierte Terrell am 14. Oktober 1967 in Hampden-Sydney, Virginia, bei einem gemeinsamen Auftritt im Rahmen einer Tournee. Nachdem sich bei ihr kurz darauf zusätzlich Lähmungserscheinungen zeigten, brach Terrell die Tournee ab, um sich im Krankenhaus von Philadelphia untersuchen zu lassen. Dort wurde erst bei ihrem zweiten Aufenthalt im Januar erkannt, dass sie an einem Hirntumor erkrankt war. Währenddessen führte Gaye die Tournee mit anderen Gesangspartnerinnen zu Ende. Nach insgesamt sieben Operationen zur Beseitigung des Tumors und der Folgeschäden starb Terrell am 16. März 1970. Zwischenzeitlich nahm diese, soweit es ihr Gesundheitszustand zuließ, weiter im Studio auf, auch zusammen mit Gaye. Teilweise wurden damals aber auch Soloaufnahmen Terrells aus der Zeit vor dem Bekanntwerden ihrer Krankheit durch Gaye besungen und durch Overdubbing zu Duetten gemacht. Ob Terrell die letzten vier Lieder des letzten gemeinsamen Albums Easy selbst sang oder ob es Valerie Simpson war, dazu gibt es unterschiedliche Aussagen. Marvin Gaye hielt bei der Beerdigung Tammi Terrells eine bewegende Rede und verfiel danach in Depressionen.
Im Jahr 1970 erschien Gayes von Paul McCartney gelobte Coverversion von Yesterday der Band The Beatles. Gaye veröffentlichte 1971 das Album What’s Going On, das eines der berühmtesten Soulalben wurde und sich aufgrund der musikalischen Arrangements (Verwendung von Elementen aus Jazz und Klassik) sowie der Texte (politische Aussagen zu Umweltschutz, politischer Korruption, Drogenmissbrauch und Vietnamkrieg) von anderen damaligen Produktionen des Genres und insbesondere der Motown-Produktionen unterschied. Auf dem Album verarbeitete Gaye sein Entsetzen über die Berichte seines Bruders Frankie, der gerade aus dem Vietnamkrieg zurückgekehrt war, seine Trauer über den frühen Tod seiner Duettpartnerin Tammi Terrell und diverse private Probleme. Die Inspiration kam durch die Musiker Renaldo „Obie“ Benson und Al Cleveland, die Gaye im Juni 1970 ermunterten, ihren neuen Song What’s Going On mitzuproduzieren und ihn bei Motown zu veröffentlichen. Schließlich wurde entschieden, dass Gaye selbst den Gesangspart übernehmen sollte. Berry Gordy weigerte sich zunächst, die Single zu veröffentlichen, da er sie für zu kritisch und kommerziell wenig erfolgversprechend hielt. Erst als Gaye damit drohte, nie wieder für Motown zu singen, lenkte Gordy ein. Nachdem die Single mit Platz eins der R&B- und Platz zwei der US-Pop-Charts großen Erfolg hatte, machte Gordy eine Kehrtwendung und forderte Gaye dazu auf, ein komplettes Album in diesem Stil zu produzieren. Gaye erhielt dabei weitreichende Freiheiten. Das daraus resultierende gleichnamige Album hatte drei Top-Ten-Singles, u. a. das Titelstück und Mercy Mercy Me. What’s Going On?, und ist ein „in sich geschlossenes“ Album, da die einzelnen Songs ohne Pausen ineinander übergehen.
Die 1972 veröffentlichte Single You’re The Man erreichte wieder die Top Ten der R&B-Charts, war in den Popcharts allerdings nur mäßig erfolgreich. Daraufhin wurde das dazugehörige Album namens You’re The Man gar nicht erst veröffentlicht. Sämtliche Aufnahmen landeten für mehr als 45 Jahre in der Schublade. Erst im April 2019 erschien das Album zum 80. Geburtstag von Marvin Gaye.
Let’s Get It On (1973) war ein sexuell und romantisch aufgeladenes Album, das sehr erfolgreich war, es bis in die Charts schaffte und Platz 422 der 500 besten Alben aller Zeiten der Musikzeitschrift Rolling Stone belegte. Am 4. September 1974 wurde Marvin Gayes Tochter Nona Gaye geboren. Gaye tat sich mit Diana Ross als „Marvin and Diana“ zusammen und veröffentlichte den Soundtrack zu Trouble Man. I Want You war 1975, in dem Jahr, in dem seine Ehe schließlich scheiterte, das nächste Soloalbum. Aufgrund unterlassener Unterhaltszahlungen zwang ein Gerichtsurteil Gaye 1976, ein weiteres Album aufzunehmen und die Tantiemen daraus seiner Ex-Frau zu überschreiben. Bei dem Album handelte es sich um Here, My Dear (1978), ein sehr persönliches Album, so intim, dass Anna Gordy darüber nachdachte, Gaye wegen Verletzung ihres Persönlichkeitsrechts zu verklagen. 1980 trat Gaye beim Montreux Jazz Festival auf. Nach einer erfolglosen Single und einer rasch gescheiterten zweiten Ehe zog Gaye zunächst nach Hawaii und, als er Probleme mit der US-Steuerbehörde bekam, 1981 schließlich ins belgische Ostende.

### Comeback und Tod
Noch in Belgien begann Gaye, an dem Album In Our Lifetime zu arbeiten, seiner letzten Arbeit für Motown. 1982 schloss er einen Plattenvertrag mit Columbia Records ab und veröffentlichte Midnight Love. Dieses Album enthielt einen seiner bekanntesten Songs, Sexual Healing.
Nach einer Amerikatournee, während der er mit Depression und anderen gesundheitlichen Problemen zu kämpfen hatte, zog Gaye Ende August 1983 zu seinen Eltern.
Am 1. April 1984, einen Tag vor seinem 45. Geburtstag, wurde Gaye von seinem Vater im Verlauf eines Streits erschossen. Die Tatwaffe hatte Gaye seinem Vater zu Weihnachten geschenkt. Dieser wurde wegen Totschlags zu einer Bewährungsstrafe verurteilt.

## Andenken und postume Ehrungen

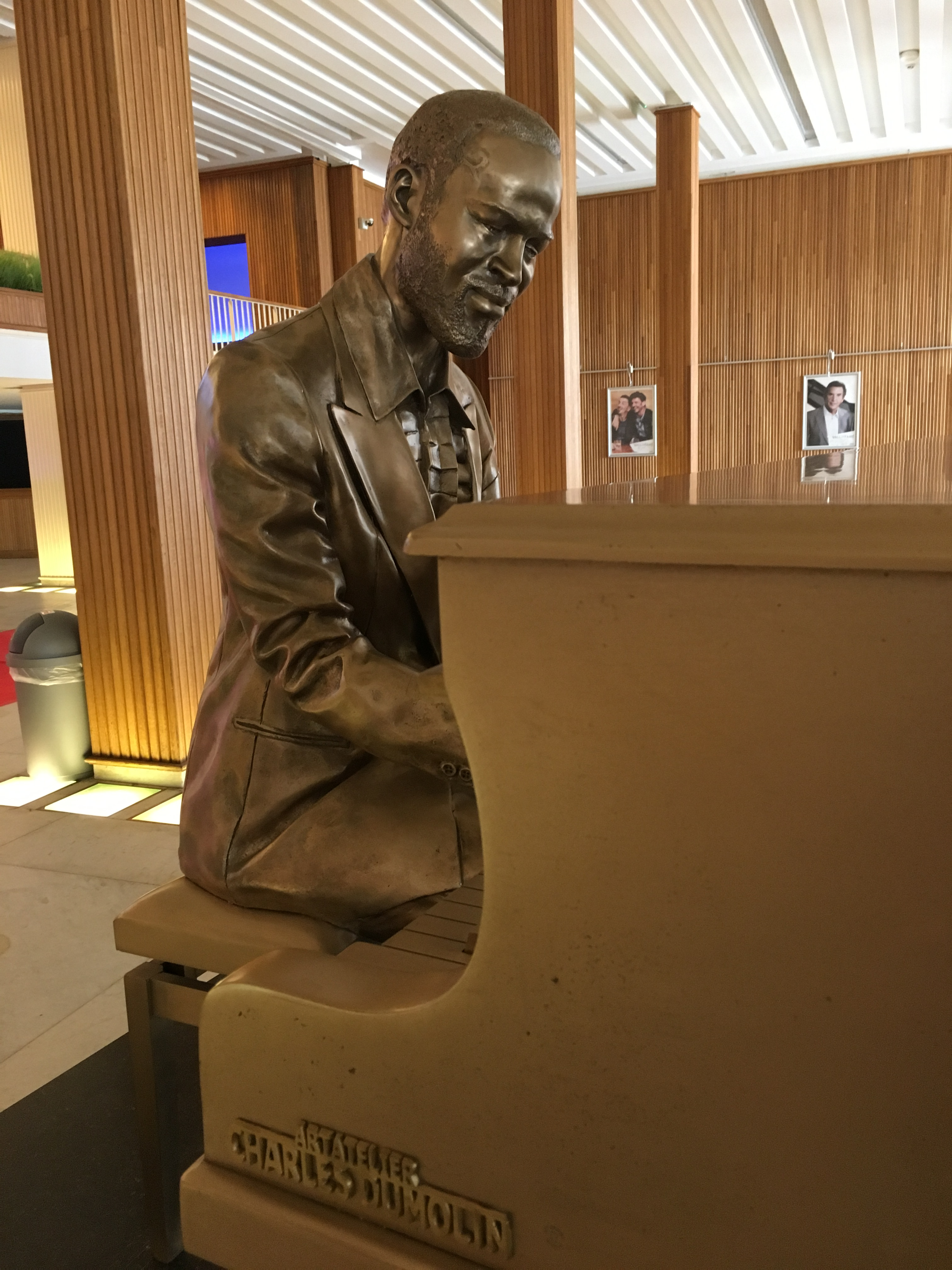
Statue von Marvin Gaye, Casino-Kursaal Ostende (Wechselt Ausstellungsorte jedes Jahr)

Marvin Gaye wurde 1987 in die Rock and Roll Hall of Fame aufgenommen. 1990 erhielt Gaye einen Stern auf dem Hollywood Walk of Fame.
Zahlreiche Musiker erwiesen Gaye in ihren Werken ihre Reverenz, darunter 2Pac, Commodores, Elton John, Red Hot Chili Peppers, Weather Report und Paul Young.
2002 bezeichnete Prince die beiden Stücke What’s Going On (1971) und Let’s Get It On (1973) als zwei von 55 Songs, die ihn musikalisch inspiriert hätten.
Im Jahr 2006 wurde der Watts Branch Park, ein Park in Washington DC, den Gaye häufig als Teenager besuchte, in Marvin Gaye Park umbenannt. 2009 wurde in Deanwood der 5200 Block der Foote Street NE in Marvin Gaye Way umbenannt.
Der Rolling Stone setzte Gaye auf Platz 18 in der Liste Die 100 größten Musiker aller Zeiten sowie auf Platz 6 der Liste Die 100 größten Sänger aller Zeiten und Platz 82 der Liste Die 100 größten Songwriter aller Zeiten; das Lied What’s Going On auf Platz vier der 500 besten Songs aller Zeiten.
Die Hafenstadt Ostende ehrte ihren Gast, indem man 2014 zu Gayes 75. Geburts- und 30. Todestag eine Gedenkplatte in der Strandpromenade einließ, nahe seiner Wohnung in der Residence/Residentie Jane, Albert-I.-Promenade 77. Auch befindet sich in der Stadt in einem Foyer eines Casinos eine lebensgroße Bronzestatue.
Im August 2014 wurde Gaye postum in die Hall of Fame für Rhythm and Blues Music aufgenommen. 2015 brachten Charlie Puth und Meghan Trainor das Lied Marvin Gaye heraus; eine Hommage an dessen Song Sexual Healing. 2016 wurde Gaye postum in die Songwriters Hall of Fame aufgenommen. In Los Angeles wurde 2018 eine Poststelle offiziell in Marvin Gaye Post Office umbenannt. Ein Jahr später gab der United States Postal Service eine Briefmarke von Gaye zu seinem 80. Geburtstag heraus.

## Diskografie
Studioalben

| Jahr | Titel                                            | Höchstplatzierung, Gesamtwochen, AuszeichnungChartplatzierungen (Jahr, Titel, Platzierungen, Wochen, Auszeichnungen, Anmerkungen) | Höchstplatzierung, Gesamtwochen, AuszeichnungChartplatzierungen (Jahr, Titel, Platzierungen, Wochen, Auszeichnungen, Anmerkungen) | Höchstplatzierung, Gesamtwochen, AuszeichnungChartplatzierungen (Jahr, Titel, Platzierungen, Wochen, Auszeichnungen, Anmerkungen) | Höchstplatzierung, Gesamtwochen, AuszeichnungChartplatzierungen (Jahr, Titel, Platzierungen, Wochen, Auszeichnungen, Anmerkungen) | Höchstplatzierung, Gesamtwochen, AuszeichnungChartplatzierungen (Jahr, Titel, Platzierungen, Wochen, Auszeichnungen, Anmerkungen) | Höchstplatzierung, Gesamtwochen, AuszeichnungChartplatzierungen (Jahr, Titel, Platzierungen, Wochen, Auszeichnungen, Anmerkungen) | Anmerkungen |
| Jahr | Titel                                            | DE | AT | CH | UK | US | R&B | Anmerkungen |
| ---- | ------------------------------------------------ | --- | --- | --- | --- | --- | --- | --- |
| 1964 | Together                                         | — | — | — | — | US42 (16 Wo.)US | — | Erstveröffentlichung: 15. April 1964 mit Mary Wells Aufnahme: Hitsville USA Studios, Detroit Produzenten: Clarence Paul, Mickey Stevenson                                                                                              |
| 1965 | How Sweet It Is to Be Loved by You               | — | — | — | — | US128 (10 Wo.)US | R&B4 (7 Wo.)R&B | Erstveröffentlichung: 21. Januar 1965 Produzenten: Brian Holland, Lamont Dozier, Berry Gordy |
| 1966 | Moods of Marvin Gaye                             | — | — | — | — | US118 (10 Wo.)US | R&B8 (17 Wo.)R&B | Erstveröffentlichung: 23. Mai 1966 Produzenten: Smokey Robinson, Brian Holland, Lamont Dozier, Clarence Paul |
| 1966 | Take Two                                         | — | — | — | — | — | R&B24 (2 Wo.)R&B | Erstveröffentlichung: 25. August 1966 mit Kim Weston Produzenten: Harvey Fuqua, William Stevenson |
| 1967 | United                                           | — | — | — | — | US69 Gold · (44 Wo.)US | R&B7 (22 Wo.)R&B | Erstveröffentlichung: 29. August 1967 mit Tammi Terrell Produzenten: Harvey Fuqua, Johnny Bristol, Hal Davis, Berry Gordy, Jr. |
| 1968 | You’re All I Need                                | — | — | — | — | US60 (21 Wo.)US | R&B4 (19 Wo.)R&B | Erstveröffentlichung: August 1968 mit Tammi Terrell Produzenten: Harvey Fuqua, Johnny Bristol |
| 1968 | In the Groove / I Heard It Through the Grapevine | — | — | — | UK— GoldUK | US63 (27 Wo.)US | R&B2 (30 Wo.)R&B | Erstveröffentlichung: 26. August 1968 Produzenten: Ashford & Simpson, Ivy Jo Hunter, Frank Wilson, Norman Whitfield, Mickey Gentile, Harvey Fuqua, Johnny Bristol, George Gordy                                                        |
| 1969 | M. P. G.                                         | — | — | — | — | US33 (18 Wo.)US | R&B1 (32 Wo.)R&B | Erstveröffentlichung: 30. April 1969 Produzent: Norman Whitfield |
| 1969 | Easy                                             | — | — | — | — | US184 (2 Wo.)US | — | Erstveröffentlichung: 16. September 1969 mit Tammi Terrell Produzenten: Ashford & Simpson, Harvey Fuqua, Johnny Bristol |
| 1970 | That’s the Way Love Is                           | — | — | — | — | US189 (3 Wo.)US | R&B17 (16 Wo.)R&B | Erstveröffentlichung: 8. Januar 1970 Produzent: Norman Whitfield |
| 1971 | What’s Going On                                  | — | — | CH58 (1 Wo.)CH | UK56 Platin · (11 Wo.)UK | US6 Gold · (54 Wo.)US | R&B1 (53 Wo.)R&B | Erstveröffentlichung: 21. Mai 1971 Re-Entry (R&B): 1984, Platz 49, 5 Wochen Charteintritt in UK erst im Februar 1998, in der Schweiz erst im Mai 2021 Produzent: Marvin Gaye Platz 1 der Rolling-Stone-500 (2020); Grammy Hall of Fame |
| 1972 | Trouble Man                                      | — | — | — | — | US14 (21 Wo.)US | R&B3 (21 Wo.)R&B | Erstveröffentlichung: 8. Dezember 1972 Produzent: Marvin Gaye |
| 1973 | Let’s Get It On                                  | — | — | — | UK39 Gold · (1 Wo.)UK | US2 (61 Wo.)US | R&B1 (46 Wo.)R&B | Erstveröffentlichung: 28. August 1973 Produzenten: Ed Townsend, Marvin Gaye Platz 422 der Rolling-Stone-500 (2020); Grammy Hall of Fame                                                                                                |
| 1973 | Diana & Marvin                                   | — | — | — | UK6 Gold · (45 Wo.)UK | US26 (47 Wo.)US | R&B7 (27 Wo.)R&B | Erstveröffentlichung: 26. Oktober 1973 mit Diana Ross Aufnahme: Motown Recording Studios Hollywood Produzenten: Hal Davis, Suzee Ikeda                                                                                                 |
| 1976 | I Want You                                       | — | — | — | — | US4 (28 Wo.)US | R&B1 (26 Wo.)R&B | Erstveröffentlichung: 16. März 1976 Produzenten: Leon Ware, T-Boy Ross, Hal Davis |
| 1978 | Here, My Dear                                    | — | — | — | — | US26 (21 Wo.)US | R&B4 (26 Wo.)R&B | Erstveröffentlichung: 15. Dezember 1978; Doppelalbum Produzent: Marvin Gaye Platz 493 der Rolling-Stone-500 (2020) |
| 1981 | In Our Lifetime                                  | — | — | — | UK48 (4 Wo.)UK | US32 (17 Wo.)US | R&B6 (22 Wo.)R&B | Erstveröffentlichung: 15. Januar 1981 Produzent: Marvin Gaye |
| 1982 | Midnight Love                                    | DE48 (4 Wo.)DE | — | — | UK10 Gold · (16 Wo.)UK | US7 ×3Dreifachplatin · (41 Wo.)US                                                                                                 | R&B1 (43 Wo.)R&B | Erstveröffentlichung: 1. Oktober 1982 Aufnahme: Studio Katy, Ohain, Belgien Produzent: Marvin Gaye |
| 1985 | Dream of a Lifetime                              | — | — | — | UK46 (4 Wo.)UK | US41 (15 Wo.)US | R&B8 (20 Wo.)R&B | Erstveröffentlichung: Mai 1985 Produzenten: Gordon Banks, Harvey Fuqua, Marvin Gaye |
| 2019 | You’re the Man                                   | DE46 (3 Wo.)DE | — | CH80 (1 Wo.)CH | UK52 (1 Wo.)UK | US168 (1 Wo.)US | R&B17 (1 Wo.)R&B | Erstveröffentlichung: 29. März 2019 |

grau schraffiert: keine Chartdaten aus diesem Jahr verfügbar
Weitere Studioalben
- 1961: The Soulful Moods of Marvin Gaye
- 1962: That Stubborn Kinda Fellow
- 1964: Marvin Gaye
- 1964: When I’m Alone I Cry
- 1964: Hello Broadway
- 1965: A Tribute to the Great Nat King Cole
- 1985: Romantically Yours
- 1997: Vulnerable

## Dokumentation
- What's going on? Vom Leben und Tod des Marvin Gaye. Regie: Jeremy Marre. Großbritannien, 61 Minuten, 2005